# Euthyone parvita
Euthyone parvita är en fjärilsart som beskrevs av William Schaus 1896. Euthyone parvita ingår i släktet Euthyone och familjen björnspinnare. Inga underarter finns listade i Catalogue of Life.